# كورت ميلر
كورت ميلر (بالإنجليزية: Kurt Miller)‏ هو لاعب كرة قاعدة أمريكي، ولد في 24 أغسطس 1972 في توسان في الولايات المتحدة.

## وصلات خارجية
- كورت ميلر على موقع دوري كرة القاعدة الرئيسي (الإنجليزية)
- كورت ميلر على موقع الدوري الياباني لكرة القاعدة (الإنجليزية)
- كورت ميلر على موقعبيزبول رفرنس.كوم (الدوري الرئيسي) (الإنجليزية)
- كورت ميلر على موقعبيزبول رفرنس.كوم (الدوري الثانوي) (الإنجليزية)
- كورت ميلر على موقع إي إس بي إن.كوم (أم.أل.بي) (الإنجليزية)
- كورت ميلر على موقع مشجعي الرسوم البيانية (الإنجليزية)